# Klaus Bechgaard
Klaus Bechgaard (* 5. März 1945 in Kopenhagen; † 7. März 2017 ebenda) war ein dänischer Chemiker, bekannt für die Entdeckung organischer Supraleiter.

## Leben
Klaus Bechgaard studierte Chemie an der Universität Kopenhagen mit dem Kandidaten-Abschluss 1969 und dem Lizenziat 1973. Danach war er Dozent und von 1984 bis 1993 Professor für organische Chemie an der Universität Kopenhagen. Ab 1993 leitete er die Abteilungen Festkörperphysik und Chemie am Risø DTU und ab 2001 das Nanotechnologie-Programm sowie das Polymer-Zentrum. Ab 2004 war er wieder Professor in Kopenhagen. Außerdem war er ab 2004 A. J. Heeger Professor an der University of California, Santa Barbara.
Nachdem in den 1970er Jahren erste organische Verbindungen (Charge-Transfer-Salze, zuerst TTF-TCNQ) mit metallischen und Halbleiter-Eigenschaften entdeckt wurden, synthetisierte Bechgaard 1980 mit französischen Kollegen (Denis Jérome und andere) den ersten organischen Supraleiter (TMTSF)2PF6. Sie sind Beispiele für später so genannte Bechgaard-Salze. Sie sind quasi-eindimensionale Leiter (später wurden auch quasi-zweidimensionale organische Supraleiter gefunden). Die Entdeckung löste eine intensive Forschungstätigkeit aus und machte Bechgaard damals zu einem der meistzitierten Wissenschaftler in den Naturwissenschaften.
1984 wurde er Mitglied der Königlich Dänischen Akademie der Wissenschaften, 1983 der dänischen Akademie für Naturwissenschaften und 2002 der  Académie des sciences. 1981 erhielt er den HN-Preis, 1997 den NKT Research Award, 1991 den Hewlett Packard Europhysics Prize und 2000 war er einer der Empfänger des Descartes-Preises. 1983 wurde er Ritter der Palmes Académiques.

## Schriften
- mit Denis Jérome: Organic Superconductors. In: Scientific American, Juli 1982, ISSN 0036-8733